# 降水確率
降水確率（こうすいかくりつ）とは、特定の地域で、特定の時間帯内に降水がある確率をいう。天気予報の中では、確率予報の一種に位置づけられる。
降水は大きく分けて雨の場合と雪の場合があり、この区別を明確にしたい場合は日本語では降雨確率、降雪確率などとも言うが、天気予報ではほとんど用いられない。英語では、Precipitation ProbabilityまたはProbability of Precipitationというがこれは学術用語で、一般にはChance of Rainfall(雪ならSnowfall)などと呼んでいる。
1950年代以降の数値予報技術の進展を経て、各国の大学や研究機関、気象当局は、気象現象の発生する確率を予想する試みを始めた。これが確率予報の始まりで、雨や雪の降る確率が対象になり、やがて各国の気象当局が業務として公に発表するようになった。

## 日本における降水確率予報
気象庁は、1980年より天気予報の一つとして降水確率を発表している。当初は主要都市のみだった。このほかに、1988年からは降水短時間予報、1996年からは分布予報・時系列予報など、多様な種類の予報が発表されるようになってきた。
- 当日から翌日までは全国の天気予報の発表区分である142区域を対象に発表される。
- 通常は5時、11時、17時の3回発表され、翌日の24時までの6時間きざみの予報となる。なお、気象状況によっては随時発表される。
- 予報時間区分は現在、0時→6時→12時→18時→24時の4区分である。
  - 以前は3時→9時→15時→21時→27時（3時）であった。
- 降水確率には雨雪判別情報が付加され、「雨」、「雨または雪」、「雪または雨」、「雪」の4段階の要素がある。
- 週間予報では府県予報区を対象に発表されるが、例外的に細分されることもある。
- 週間予報は11時と17時に発表され、2日後から7日後まで24時間単位での確率となる。雨雪判別はない。

### 気象庁に依る降水確率の定義
| 例 | 降水量 |
| --- | ------ |
| 1 | 0.1mm  |
| 2 | 0.0mm  |
| 3 | 4.8mm  |
| 4 | 0.3mm  |
| 5 | 0.0mm  |
| 6 | 1.2mm  |
| 7 | 0.0mm  |
| 8 | 2.4mm  |
| 9 | 0.9mm  |
| 10 | 0.5mm  |
| 以上より、今回1mm以上の雨が降る確率は30%となる。 これと同様、0回なら降水確率が0%、8回なら80%という風になり、降水量の大小とは関連性が薄いことが分かる。ただしこれは極端な例で、予報精度の向上により、降水量0.1～1.0mmの「グレーゾーン」を減らすことが可能であり、実際はこれよりも精度が高いと考えられる。 |        |

降水確率は、予報区内で一定の時間内に1mm以上の雨または雪（融けたときの降水量に換算する）が降る確率であり、0%から100%まで10%刻みの値で発表される。予報区内であれば場所については特定せず、どこでも同じ確率である。なお、1980年代前半頃までは0%と10%の間に「5%未満」という値が発表されていたことがある。
原則として、降水確率の大小は降水量の多い少ないとは全く関係がなく、降水確率と予測される降水量は比例していない。また、雨が降る時間の長さ、雨の時間的・空間的な分布とも、同じように関連性は薄い。
このため、降水量を降水確率から読み取ろうとすると不正確になる。降水量の予測は「雨量予報」、例えば降水短時間予報などとして発表される。
降水確率は、過去に同じような気象状況となった際の降水の情報をもとに、統計処理により確率を算出する。つまり、いわゆる「経験則」に基づく。具体的には、降水確率ガイダンス(PoP)というガイダンスモデルを用いて予報を行う。PoPでは、アメダス・気象台観測値や全体的な気圧配置等の過去の記録をパターン化した資料をあらかじめ作成していて、これに直近の観測値を入力することで、予報の出力を得る。出力されるのは、格子点ごとの確率値であり、これより各予報区域内での平均値を求めると、予報区域内での一定時間内の「降水確率」が算出される。
予報の性質上、例えば、1つの予報区域に多数の観測点がある場合は、全地点で1mm以上の雨が降った場合を「雨が降った」と考える。降らなかった地点がある場合は、降った地点数÷全地点数×100(%)の的中率ということになる。
算出の際、1%の位は四捨五入するため、現在は「降水確率0%」といっても実際には0から5%未満の値になっている（以前は関東地方や東海地方など一部の地域で5%未満という数値が存在したこともあったが、現在は10%単位となっている）。4%だと0%になり、5%だと10%になるため、1%違うだけで大きな差が出てしまうのも特徴である。
降水確率は、統計的な資料に近いものであり、事例ごとに考えれば当たる場合と当たらない場合が必ず出てくる。一方で、長い目で見れば当たる場合が多くなり、結果的に利益が大きくなる（後述）。つまり、降水確率は、1回の予報による成果の可否よりも、多数の予報の成果を総合的に判断して可否を考える種類の天気予報である。
例として、「○○県のX月X日12:00～18:00の降水確率が30%」と発表された場合、X月X日12:00～18:00に1mm以上の雨が降る確率値の、○○県内を格子状にブロック化した各ブロック内の平均値が、約30%(25～34%)であることを意味する。
単純には、降水確率30%の予報が出た場合、統計的には100回に30回の割合で雨が降る、と考えてもよい。
降水確率が0%でも1mm以上の雨が降った事例と降水確率100%でも雨が降らなかった事例はどちらも存在する。そのため、予報が0%でも雨が絶対に降らないことを保証しているわけではなく、100%の場合も必ず雨が降ることを保証していない。

## 日本国外の降水確率予報
アメリカ合衆国の国立海洋大気圏局(NWS)、カナダの気象局、オーストラリアの気象局、韓国の気象庁、ヨーロッパ各国の気象当局など、先進各国では降水確率が発表されている。また、世界気象機関(WMO)などが世界全域の気象予報をカバーするために取り決めた世界気象監視計画(WWW)などに基づいて、RSMC（地域規模気象センター）などの主要な気象機関がそれ以外の国や主要都市においても降水確率の予報を発表している。
オーストラリア、カナダなどでは、日本のように1mm基準の降水確率だけではなく、0.2mm,2mm,10mm,50mmなどいくつかの基準における降水確率を提供している。また、時間の区分もさまざまである。

## コスト/ロス モデル
降水確率が発表されるようになった背景には、コスト/ロス モデルの考え方がある。これは、予報が完全に的中しない場合に、確率の予報を出すことによって、事例ごとに考えれば損する場合と得する場合があるものの、長い目で見れば損失を最小限にできるというモデルである。
例えば、傘を持っていく労力を300円??、傘を持たずに濡れることによる損失を1,000円とする（この労力や損失は人によって変わる。損失は、例えば背広のクリーニング代だったりする。）。
この例では、降水確率が30%以上の場合、傘を持っていった方が良いことになる。降水確率40%の予報が10回出た場合を考えよう。10回のうち4回は雨が降ると考えられるから、
傘を持っていくと、労力は300円×10=3,000円。損失は0円。合計は3,000円。
傘を持っていかないと、労力は0円。損失は1,000円×4=4,000円。合計は4,000円。
従って、傘を持っていけば、持っていかない場合に比べて1,000円得である。
一方、確率予報を行わない場合、すべて晴れまたは曇りと予報され、傘は持っていかないとすれば、
労力は0円。損失は1,000円×4=4,000円。合計は4,000円。
という選択肢しかなくなる。
ごく単純な例を挙げたが、実際には0%から100%までの降水確率について上記のような考え方を適用することにより、労力と損失の合計を最小限にすることができる。

## 備考
- 日本における降水予報の的中率は、翌日で83パーセント、7日先では66パーセントまで下がり、さらに6月の梅雨の時期では50パーセント台まで落ちる[1]。